# Coelotes ningmingensis
Coelotes ningmingensis är en spindelart som beskrevs av Peng et al. 1998. Coelotes ningmingensis ingår i släktet Coelotes och familjen mörkerspindlar. Inga underarter finns listade i Catalogue of Life.